# 中國海警艦艇

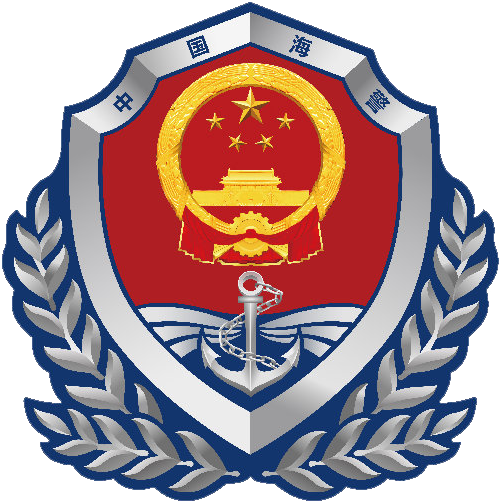
中国海警标志

中国海警舰艇舰艏图案

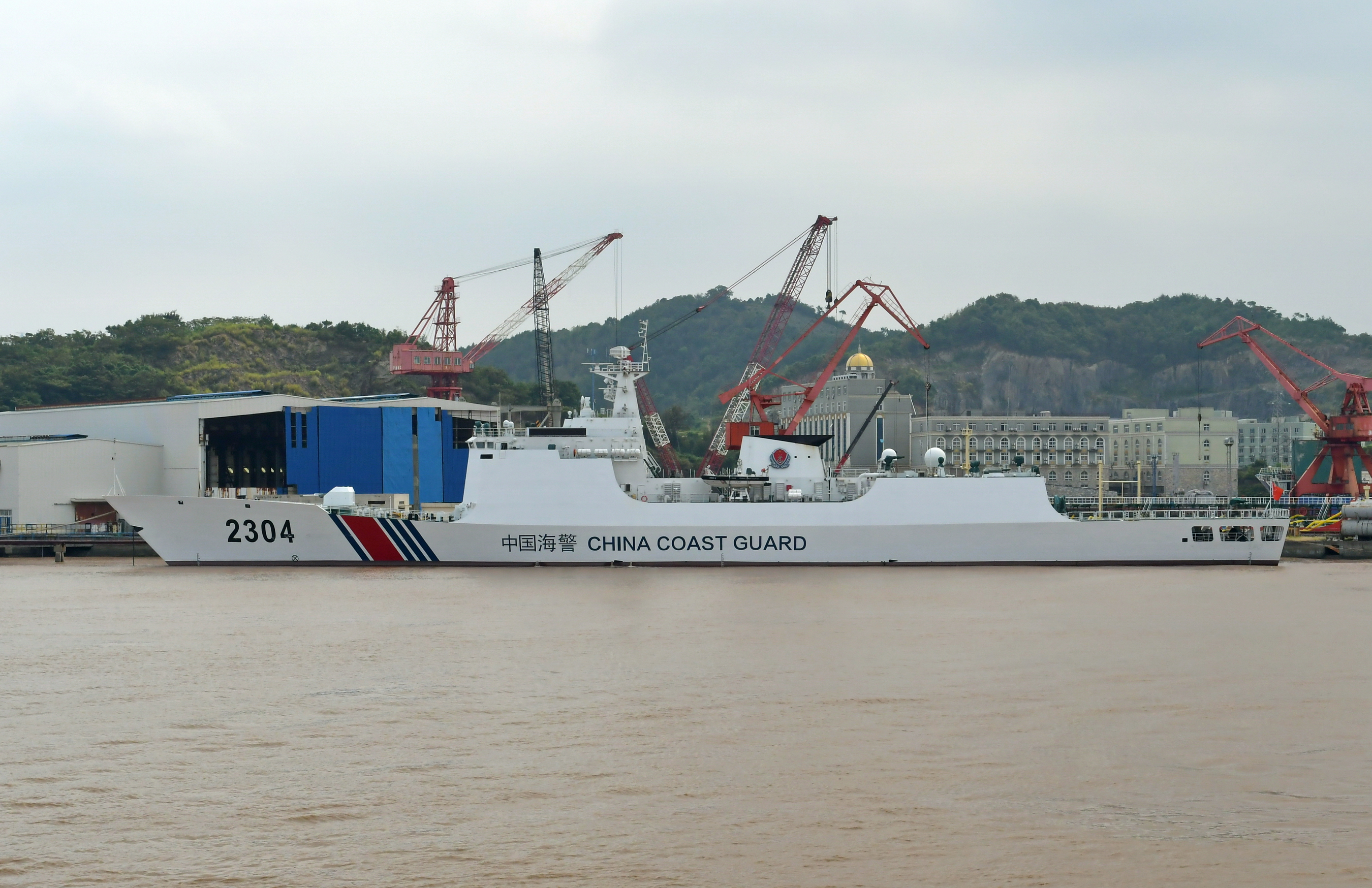
中国海警2304白塔舰

中國海警艦艇為中国海警局海上執法船隻，配備有声波驱散器、水炮、机枪和舰炮作为自衛武器。統一採用白色船體，船上塗有紅藍相間條紋和“中國海警 CHINA COAST GUARD”標誌，较大的船只在舰桥上会装饰中国海警徽章。
自2013年3月国务院机构改革起，以往中國海監、公安邊防，以及农业渔政局和海关总署缉私局下辖的船隻全部整合併入海警執法船队。另外，退伍的老旧海军船只也会在拆除武器后加入海警船队，以节省建造及维护成本。

## 舷号和舰名
中国海警6个直属局所属舰艇采用4位舷号：
- 第一位为直属局编号：1到6分别代表直属第一局到直属第六局。
- 第二位表示舰艇吨位：以千吨为单位，0代表1000吨以下，1到8分别代表1000吨级到8000吨级，9代表9000吨级及以上。
- 第三、四位为舰艇序号。

省级以下海警局所属舰艇采用5位舷号：
- 第一、二位为省级局代号：11江苏、12上海、13浙江、14福建、21广东、22广西、23海南、31辽宁、32河北、33天津、34山东。
- 第三位表示舰艇吨位：500吨以下为0，500吨以上为6。
- 第三、四位为舰艇序号。

海警舰艇按等级区分，以岛礁命名。例如，隶属于中国海警局直属第二局的中国海警2203渔山舰，即以宁波市象山县渔山列岛命名。

## 涂装

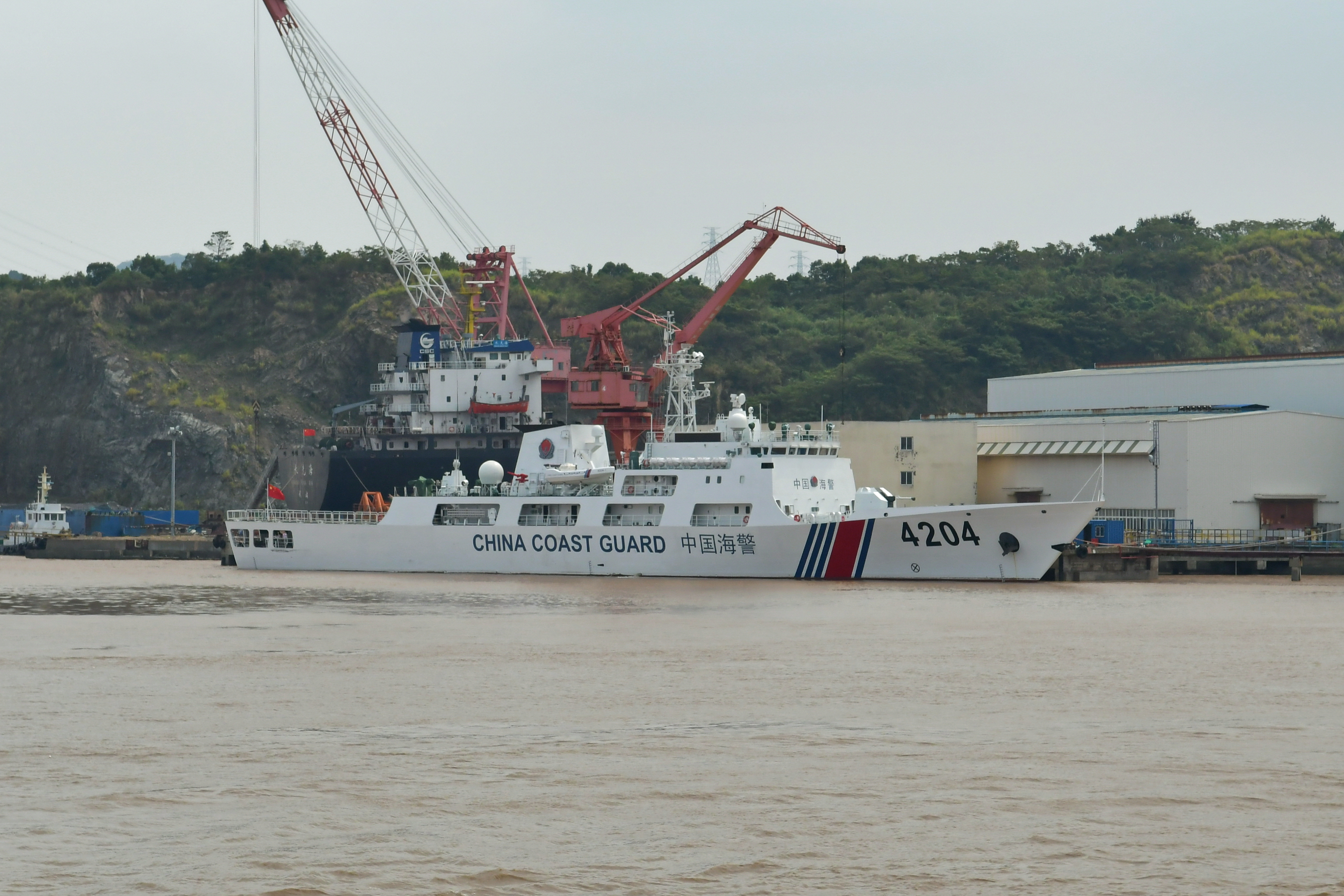
中国海警船 (舷号4204，后来改为5205)

中国海警船船身涂装，从前往后依次是一道蓝色细斜杠（代表渤海）、一道红色粗斜杠（代表中国）、三道蓝色细斜杠（代表黄海、东海和南海）。

## 历史
2013年6月14日，中國首批海警船“中國海警3210”和“中國海警3102”亮相南海。除上述兩艘船，原隸屬於中國海監南海總隊的“海監167船”、“海監168船”、“海監169船”也已經分別更舷爲“中國海警3367”、“中國海警3368”、“中國海警3369”。這些是中國海警局成立後的首批大噸位海警船。

## 任务

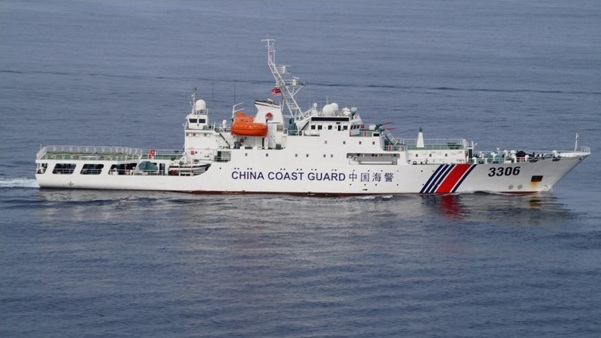
“中国海警3306(改名为3301)”船

中國海警船是中国政府执行海洋救灾、执法、维权的重要力量。国家海洋局北海分局党委副书记滕祖文表示，当前国家海上维权形势复杂多变，海洋行政管理工作任务繁重。中国海警船作为执法船舶，执行重大海洋维权任务。

### 海洋救灾
- 2014年3月4日，馬來西亞航空客機MH370，懷疑在南海上空墜毁，中國海警船接獲指令前往南海海域協助搜救失蹤客機及乘員。
- 2015年5月“中国海警3306”（后来改为3301）船首次参加东盟地区救灾演习，并受到了组织方的表扬。[6]

### 东海执法
- 中國海警船肩负东海定期维权巡航的任务，对东海春晓、平湖等海域海上作业情况和海洋环境进行监视和影像取证。[7]
- 2015年7月29日上午，2艘中国海警船“海警2307”和“海警2308”相继驶入钓鱼岛（日方称尖阁诸岛）附近海域[8]，期间与日本海上保安厅巡逻船发生接触，中国海警船航行约2小时后离开。共同社报道称，这是中国公务船2015年第21次驶入钓鱼岛附近海域，上一次为7月24日。[9]
- 2024年，由于金门近海快艇翻覆事故，中国海警开始对厦门金门一带海域进行常态化执法巡查，并与在金门的中华民国海巡署的巡查舰对峙。

### 南海执法
中國海警船肩負南海定期維權巡航的任務，對南海西沙群島、中沙群島及南沙群島海域的海上作業和海洋活動進行監視、執法和取證。
- 2014年3月，菲律宾渔船试图驶向仁爱礁时，四艘中国海警船包围了岛礁。其中两艘中国海警船试图驱赶菲律宾渔船，阻止它接近仁爱礁。3月10日，中国海警船驱离了两艘试图靠近仁爱礁的菲律宾船只。
- 2015年6月，中國海警船與馬來西亞海軍艦隻在琼台礁海域發生對峙。
- 2016年3月，三艘中國漁船在納土納群島以北海域遭印度尼西亞軍艦截查，兩艘中國海警船接報趕至保護中國漁船，但漁船上的中國船員已被押上印度尼西亞軍艦，帶走調查。[10]
- 2020年8月，中國海警船在香港以南之中國領海攔截一艘非法越境的快艇，並拘捕艇上的12名偷渡客。該12名人士均為被香港警務處通緝或是被禁止離開香港的獲准保釋候查的疑犯，當時正由香港布袋澳偷渡前往台灣高雄。[11]
- 2024年6月17日，中國海警阻攔菲律賓海軍為坐灘仁愛礁的「馬德雷山」號運送補給，並在行動中持械登上菲方船隻，與菲方人員爆發嚴重肢體衝突。
- 2025年8月11日，中國海警3104號「南域」艦在黃岩島附近海域追逐菲律賓海巡署巡邏艦「蘇祿安」號，期間與解放軍海軍052D型導彈驅逐艦「桂林」號發生高速相撞事故，導致海警3104號船首嚴重受損。[12][13][14]事故後「桂林」號繼續追逐「蘇祿安」號，未停下救援；菲律賓另一艘巡邏艦則通過無線電表示可提供搜救及醫療援助，但未獲回應。[15][16]分析指出中國己方互撞事故反映出其艦員經驗不足、資源管理不佳。[17]而中方事後僅表示當日中國海警依法採取跟蹤監視、攔阻管制等措施驅離菲方船隻，未提及任何相撞事故情況，因此中國海警傷亡情況不明。[18]

## 海警舰艇列表

### 东海分局

#### 直属第一局
- 1401崇明舰[19][20]
- 1402长兴舰[21]
- 1301嵊泗舰[22][23]
- 1302?横沙舰[24]
- 1303海门舰[25][26]
- 1304衢山舰[26]
- 1305?洋山舰[27][28]
- 1306普陀山舰
- 1307？？舰
- 1102?雷江舰[29]
- 1103双子舰[30]
- 1104北星舰[31]
- 1105?虎屿舰[32]
- 1106城洲舰[33][27]
- 1107?南燕舰（原海军056型503号“宿州”舰）[27]
- 1108？？舰（原海军056型511号“保定”舰）
- 1109？？舰（原海军056型586号“吉安”舰）

#### 直属第二局
- 2901舟山舰[34]
- 2？0？厦门舰（501型）
- 2501台州舰[35]
- 2502岱山舰[36]
- 2505？？（补给舰）
- 2301高塘舰[37]
- 2302渔山舰[38]
- 2303梅山舰[39]
- 2304白塔舰[40][41]
- 2305秀山舰[42]
- 2306广鹿舰[43]
- 2307三门舰
- 2308？？舰
- 2201（前31239）金塘舰[44]
- 2202（前31240）洞头舰[45]
- 2203（前31241）玉环舰[38]
- 2204六横舰[38]
- 2101大榭舰[46]
- 2102一江山舰(原海监46)[47]
- 2103灵昆舰[48]

#### 江苏海警局
- 南通11601永隆舰[49]

#### 上海海警局
- 崇明12512大金山艇[50]
- 浦东12601官山舰[51]
- 金山12602浮山舰[52]
- 崇明12603佘山舰[53]

#### 浙江海警局
- 13601武尚舰[54]
- 宁波13602白龙舰[55]
- 13603北仑舰[56]

- 13604庄海舰[57]

#### 福建海警局
- 14603小嶝舰（原海监66）
- 漳州14604琅岐舰[58]
- 14605川石舰（原35115 福清）
- 14606高登舰[59]
- 14607湄洲舰[59]
- 泉州14609平潭舰（原35105）[60]
- 第二支队 35102[61][62]

### 南海分局

#### 直属第三局
- 3501?中沙舰[63]
- 3502黄岩舰[64][65]
- 3411
- 3401?九洲舰[66]
- 3301万山舰[67]
- 3302川山舰[68]
- 3303海陵舰[69]
- 3304达濠舰[70]
- 3305高栏舰[71]
- 3306东沙舰（301型海警舰）
- 3101横琴舰[72]
- 3102安定舰[73]
- 3103?海鸥舰[74]
- 3104南域舰（原海军056型510号“宁德”舰）
- 3105鹤宝舰（原海军056型583号“上饶”舰）
- 3106四方舰（原海军056型587号“揭阳”舰）[75]
- 3107？？舰（原海军056型588号“泉州”舰）
- 大吉舰[75]
- 中南舰[76]

#### 直属第四局
- 4301西沙舰[77]
- 4302永兴舰[78]
- 4303宣德舰[79]
- 4304中建舰[21]
- 4305白沥舰
- 4202琛航舰[80]
- 4203珊瑚舰[81][82][83]

- 4103飞鱼舰（原海军056型590号“威海”舰）[84]
- 4104龙珠舰（原海军056型591号“抚顺”舰）
- 4105？？舰（原海军056型512号“荷泽”舰）
- 4106雷车舰（原海军056型595号“潮州”舰）[85]
- 4107望星舰（原海军056型584号“梅州”舰）
- 4108鱼跃舰（原海军056型585号“百色”舰）
- 4109白沥舰（原海军056型592号“泸州”舰）
- 4110礼乐舰（原海军056型589号“清远”舰）
- 4003东岛舰[86]
- 北岛舰[87]
- 南岛舰[88]

#### 直属第五局
- 5901南沙舰[89][90]
- 5502（补给舰）
- 5402安达舰[91]
- 5403铁线舰[92]
- 5302信义舰
- 5303永暑舰[93][94]
- 5304渚碧舰
- 5305美济舰
- 5306？？舰
- 5307浮鹰舰
- 5308三都舰[92]
- 5309七洲舰
- 5201赤瓜舰[95]
- 5202东门舰[96]
- 5203华阳舰[97]
- 5204南薰舰[98]
- 5205（原4204）赵述舰[99]
- 5102?南安舰[36]
- 5103海安舰[100][101]

#### 广东海警局
- 深圳21524[102]
- 珠海21601海山舰[103]
- 21602威远舰[104]
- 深圳21608飞沙舰[105]
- 21610德州舰（原海军056型596号“惠州”舰）
- 21611青州舰（原海军056型597号“钦州”舰）
- 21612中南舰
- 21615淇澳舰（原海军056型509号“淮安”舰）
- 21616南澳舰（原海军056型582号“蚌埠”舰）[106]

#### 广西海警局
- 22601涠洲舰[36]
- 钦州22602东风舰[107]
- 防城港22603大岭舰[93]
- 22604（浮船坞）
- 北海22605浪花舰[108]

#### 海南海警局
- 虎威舰[63]
- 三亚23602千舟舰[109]
- 琼海23604华光舰[110]

### 北海分局

#### 直属第六局
- 6501长山舰[111]
- 6502？？（补给舰）
- 6402?西中舰[112]
- 6302安桥舰[113][114]
- 6303双鹰舰[115]
- 6304锦凌舰[116]
- 6305五虎舰[117]
- 6306石城舰[118]
- 6307大钦舰[119]
- 6308？？舰
- 6309？？舰
- 6101
- 6102高山舰[63]
- 6103红鹰舰（原海监15）
- 6104黄鹰舰（原海监23）
- 6105双狮舰[120]
- 6106?天柱舰[121]
- 6107石山舰[112]
- 6108平山舰（原海军056型580号“大同”舰）
- 6109？？舰（原海军056型581号“营口”舰）
- 6110瞭望舰（原海军056型501号“信阳”舰）

#### 辽宁海警局
- 大连31601栖虎舰[36]
- 大连31602星石舰[122]

#### 河北海警局
- 秦皇岛32601吉祥舰[123]
- 唐山32603祥云舰[124]

#### 天津海警局
- 33601三河舰[125]

#### 山东海警局
- 威海34603大公舰（原37001 崂山）
- 威海34604东江舰[126]

### 海警学院
- 18601舰[127]
- 18602舰[127]

## 海警船列表（2019年至今）

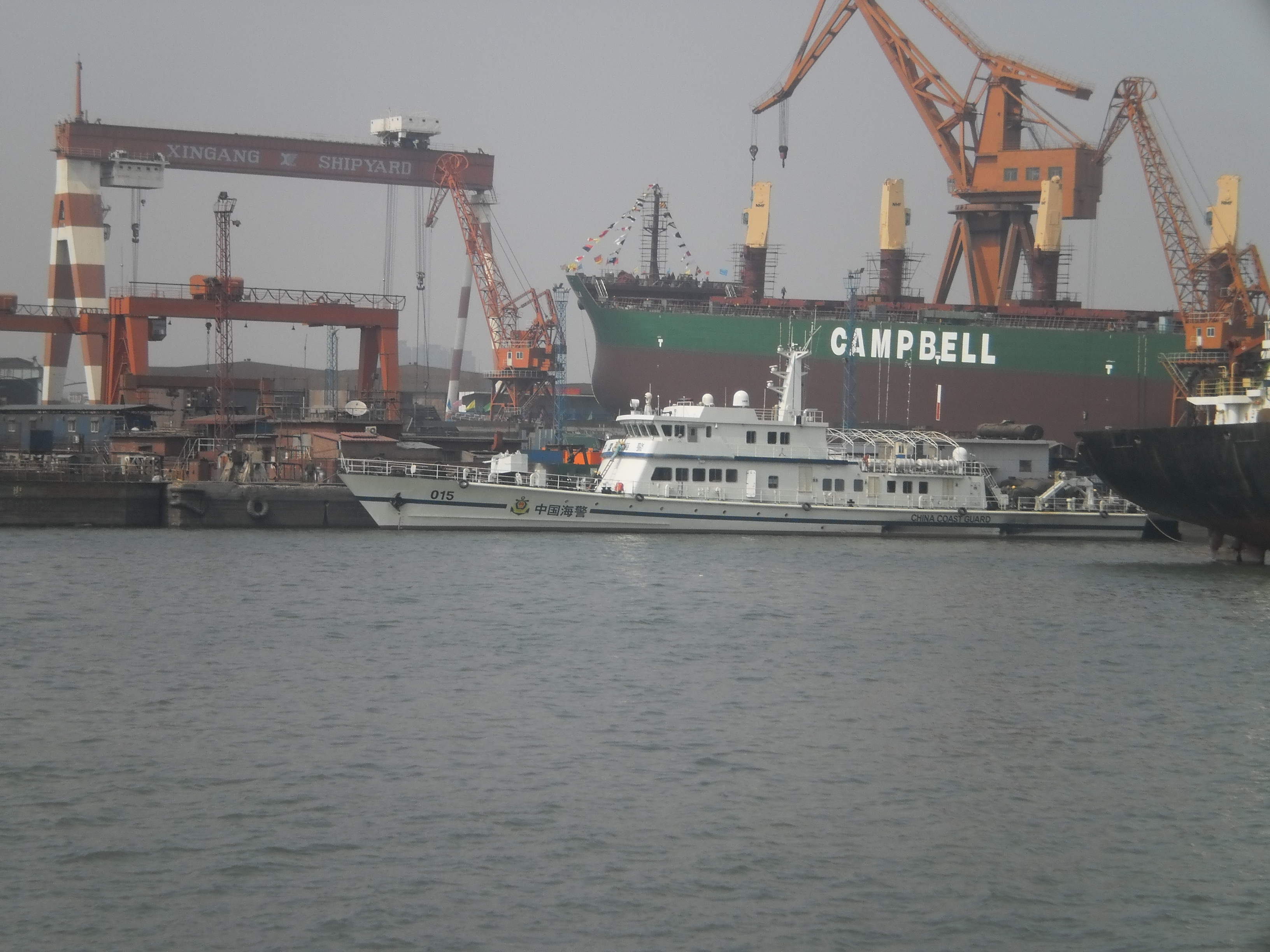
原中國海警鐵殼船隻

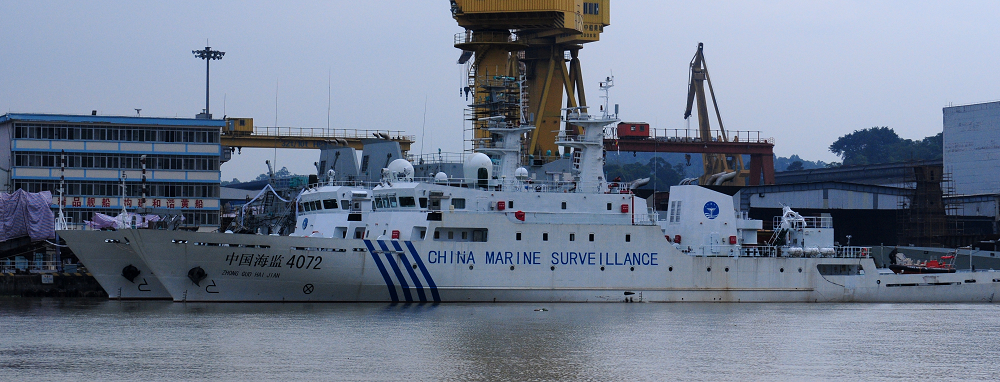
原中國海監船隻

- 本列表的部份船隻可能已退役或改名轉崗位，

### 定級
以下列表仅罗列中国海警舰队部分船舰，由各型军舰退役后改编，或为专为海警设计建造。同吨位不同舰型分开罗列，1000吨以下的海警船只未计入列表。
| 吨位                                                | 数量                 | 弦号 | 备注 |
| --------------------------------------------------- | -------------------- | --- | --- |
| 满载排水量12,000吨                                  | 2艘                  | 中国海警2901、 5901 | 世界吨位最大的海警船，海警5901原弦号3901                                                                                           |
| 标准排水量5,500吨，满载排水量6400吨                 | 4艘                  | 中国海警2501、 2502、3502（原3501）、6501（原1501） | 首舰于2015年下水，为当时中国吨位最大的海警船                                                                                       |
| 满载排水量5,872吨                                   | 1艘                  | 中国海警3501 | 原为636型海洋综合调查船，2011年编入海警舰队，舷号为2506，2019年改舷号为3501                                                        |
| 标准排水量4,400吨，总吨位4,896吨，满载排水量5,196吨 | 4艘                  | 中国海警1401、5402、5403、6402 | 首舰于2014年交付 |
| 满载排水量3,980吨                                   | 2艘                  | 中国海警2350、3383、3306、3307、3308 | 2350舰原名中国海监50，3383舰原名中国海监83，2013年3月，国家海洋局重组后改为现名，2018年海警队伍划归武警部队后转隶自然资源部        |
| 满载排水量3,980吨                                   | 10艘                 | 中国海警1301、1302、2301、2302、3301（前3306）、3302、5302、6302、6303、6304 | 根据首位数字，1为第一支队，2为第二支队，3为第三支队                                                                                |
| 满载排水量3,800吨                                   | 6艘                  | 中国海警2303、2304、2305、5303、5304、5305 | 818型海警船，基于054A型导弹护卫舰建造                                                                                              |
| 满载排水量2,580吨                                   | 1艘                  | 中国海警3210 | 3210舰原为中国渔政310舰，后转隶三沙市综合执法局，“改为三沙综合执法1号”可配备两架船载直-9A型直升机                                  |
| 满载排水量2,500吨                                   | 9艘                  | 中国海警2204、4201、4202、4203、5201、5202、5203、5204、5205 | 新一代718B型海警船，主要武器为HPJ-26型76mm速射舰炮，HPJ-17型30mm单管机关炮，执法于南海西沙海域，舰尾同前级配有一个直升机起降甲板。 |
| 满载排水量2,250吨                                   | 3艘                  | 中国海警2201（原海警31239，海军安庆舰）、2202（原海警31240，海军淮南舰）、2203（原海警31241，海军淮北舰）                                                                                                  | 由原东海舰队053H2G型导弹护卫舰改装，退役后编入海警舰队                                                                             |
| 满载排水量1,764吨                                   | 10艘                 | 中国海警1106、2103、5101、5102、6106、6107、31601、14605、21608、22601 | 31115、33115、46115原隶属于中国渔政                                                                                                |
|                                                     | 3艘                  | 中国海警1104、5103（原3184，海监84）、6103（原1115，海监15） | 原1500吨级海监船 |
| 满载排水量1660吨                                    | 3艘                  | 中国海警32601、136013、14608 | 1500吨级缉私舰 |
| 满载排水量1,440吨                                   | 22艘                 | 中国海警21610、21611（青州舰）、21615、21616、1107、1108、1109、3104、3105、3106、3107、4103、4104、4105、4106、4107、4108、4109、4110、6108、6109、6110                                                   | 原056型导弹护卫舰，2021-22年间退役，拆除导弹和鱼雷后转隶海警部队，2025年海軍海警相撞意外致3104艦大破嚴重受損。                     |
| 满载排水量1317/1350吨                               | 4艘                  | 中国海警14603（原海警2166，海监66）、3103（海鸥舰，原海警3175，海监75）、1123（原海监23）、1126（原海监26）                                                                                                | 原1000吨级II型海监船 |
| 满载排水量1150/1111吨                               | 3艘                  | 中国海警2102、3102、6102 | 原1000吨级I型海监船 |
| 标准排水量996.7吨                                   | 2艘                  | 中国海警2101、3101 | 原海监1000吨级近海调查船[中国海监49.、74]                                                                                          |
| 满载排水量651.38吨                                  | 27艘                 | 中国海警11601、21601、12602、13601、13602、14602、14604、14606、18601、21604、21605、22603、22605、22606、23601、23603、23604、23605、23606、31602、31603、31604、32602、32603、33601、34603、34604，35102 | 618B型巡逻舰 |
| 满载排水量633吨                                     | 9艘                  | 中国海警12603、13604、14607、14609（惠安舰，原海警35105）、21606、21607、21614、22602、31605 | 600吨级缉私舰 |
| 2艘                                                 | 中国海警21612、21613 | 600吨级高速巡逻舰 | |

### 無定級
- 中国海警3501（满载排水量5872吨）(原为636型海洋綜合調查船871李四光号 → 中国渔政206船，现为中国海警3501（中沙舰）)
- 中国海警3401（满载排水量4950吨）(原为東油621 → 中国渔政312舰→ 中国海警3412[141] 现为中国海警局直属第三局所属中国海警3401（九洲舰）)
- 中国海警5401（满载排水量4590吨）(原为海军远洋电子侦察船852 → 中国海监169船，现为中国海警局所属第五局所属中国海警5401舰)
- 中国海警6401（标准排水量4420吨）(原为海军破冰船海冰723 → 中国海监111 →中国海警1411 ，现在为中国海警6401）
- 中国海警1105（1618噸）(原中国公安边防海警部队所属中国海警1001、31101（浦东舰）现为上海海警局所属中国海警1105（虎屿舰）)
- 中国海警21603（1000噸）（原为中國漁政302，3102）[142]
- 中国海警21601（满载排水量898吨）（原海监800吨级海洋科学调查船）

## 海警艇
- 618型指挥艇 1艘中国海警21504（满载排水量580吨）
- 612型指挥艇 2艘中国海警13511、23507（满载排水量435吨）
- 双体船中国海警34513
- 220B型巡逻艇 2艘中国海警23504、中国海警23506（满载排水量400吨）
- 300吨级缉私艇 30艘中国海警11509、13525、13528、14515、14517、21542、21543、21544、21545、21549、21550、21551、21555、21556、21557、21558、22511、22513、23511、23512、31514、31515、31516、31517、32507、32508、32509、34520、34522、34525(满载排水量370吨)
- 新型300吨级巡逻艇中国海警11510、12512、14516、14527、14529、21560、21561、21564、21565、21566、22512、22515、23514、23515、23516、31519、315120、31521、31522、34526、34527
- 618型巡逻艇 2艘中国海警14509、21535（满载排水量380吨）
- 616型缉私艇 17艘中国海警21523、21524、21525、21526、21527、21528、21529、21530、21531、21532、21533、21534、22505、22507、22508、23508、23509（满载排水量240吨）
- 626型缉私艇 10艘中国海警11506、21506、13517、14510、14511、14512、14513、31504、34506（满载排水量205吨）
- 611型缉私艇 12艘中国海警13506、13507、21509、21510、23505（满载排水量160吨）
- T1900型指挥艇中国海警12507
- 318B型巡逻艇中国海警12509、12510、12511、21540、31512、34515、34516、34517、34518、34519、34521、34523（满载排水量195吨）
- 318型巡逻艇中国海警11502、12502、12504、12505、13516、21536、22509、22510、23510、31505、31510、31512、34507、34510（满载排水量185吨）
- 218B型巡逻艇中国海警13507、14519、14520、14521、14522、23505
- 218AIII型巡逻艇 23艘中国海警11501、11504、11505、13514、13515、14508、21519、21520、21522、21537、21539、22503、22504、31501、31503、31507、32501、32503、33501、33502、34503、34505
- 218AII型巡逻艇 1艘中国海警21516
- 218AI型巡逻艇 16艘中国海警13504、13508、13510、13512、14504、14506、14507、21507、21508、21511、21512、14513、21514、22502
- 218A型巡逻艇 12艘中国海警12503、12511、14501、21506、23501、23503
- 218型巡逻艇 9艘中国海警34502（满载排水量130吨）
- HP3600型高速工作艇 3艘中国海警21553、21554、22514（满载排水量120吨）
- CMS-2600型指挥艇 3艘中国海警21538、34514（满载排水量85吨）
- HP3300I型高速工作艇（满载排水量81.57吨）
- 108型巡逻艇
- HP2400型高速工作艇（满载排水量46.23吨）
- HP1900型高速工作艇 13艘中国海警12003、12006、12007、13004、14018、14019、22008、22009、22021、23006、23019、32008、32009（满载排水量30.92吨）
- BF1600型高速工作艇（满载排水量14.75吨）
- 新型高速巡逻艇
- BF1500型高速摩托艇 （满载排水量12.3吨）
- HP1500WJ型高速巡逻艇（满载排水量12.5吨）
- HP1500III型高速巡逻艇（满载排水量12.5吨）
- HP1500II型高速巡逻艇（满载排水量10.96吨）
- HP1500I型高速巡逻艇（满载排水量10.96吨）

## 外部連結
- 日称4艘中国海警船(2350、1115、2112、2506)再度现身钓鱼岛附近海域巡航（页面存档备份，存于） 环球网
- 中国海警原军用船领衔编队再赴钓鱼岛海域巡航（页面存档备份，存于） 环球网
- 遼寧艦下南海 陸海警船東巡釣島 （页面存档备份，存于）